# Chinnatun Jugtong
Chinnatun Jugtong (thailändisch ชินธันย์ จักรทอง, * 13. Juni 1998 in Phuket) ist ein thailändischer Fußballspieler.

## Karriere
Chinnatun Jugtong stand, bevor er im Juli 2022 zum Zweitligisten Ranong United FC wechselte, beim Banbueng Phuket City FC, Surat Thani City FC, und dem Patong City FC unter Vertrag. Sein Zweitligadebüt für den Verein aus Ranong gab Chinnatun Jugtong am 14. August 2022 (1. Spieltag) im Heimspiel gegen den Chiangmai FC. Hier wurde er in der 58. Minute für Wathit Nakkari eingewechselt. Das Spiel endete 1:1. In der Hinrunde wurde er von Ranong siebenma. in der zweiten Liga eingesetzt. Nach der Hinrunde wurde sein Vertrag aufgelöst. Von Januar 2023 bis August 2023 war er vertrags- und vereinslos. Am 11. August 2023 nahm ihn der in der Southern Region spielende Drittligist Muangtrang United FC unter Vertrag. Nach einer Spielzeit, in der er 13 Ligaspiele bestritt, wechselt er im Juli 2024 zum Phuket Andaman FC. Mit dem Verein spielt er in der Southern Region der Liga.